# Ewoud Lalkens
Ewoud Lalkens (Sleen, 2 oktober 1985) is een Nederlands voormalig trialrijder en tweevoudig Nederlands kampioen.
Op Europees niveau maakte hij in 2004, 2005 en 2007 deel uit van het Nederlands team dat uitkwam in de Trial des Nations, de grootste wedstrijd voor landenteams ter wereld. In 2008 streed hij voor het Wereldkampioenschap voor junioren en eindigde daar op de zeventiende plaats in het eindklassement.
In eigen land werd hij in 2009 niet zonder slag of stoot voor het eerst Nederlands kampioen. In september van dat jaar had hij tijdens de rit in Spanje een knieblessure opgelopen die hem in de afsluitende wedstrijd in Lunteren nog parten speelde. In de rit op de eerste dag waarborgde hij zijn titel  door rivaal John van Veelen op een niet meer in te halen achterstand te rijden. In de rit van de tweede dag kwam Lalkens ten val en moest hij met een blessure afhaken, waardoor hij uiteindelijk het erepodium opgedragen moest worden. In 2011 en 2012 eindigde hij als tweede, maar in 2013 wist hij nog een keer Nederlands kampioen te worden. In de gemeente Coevorden werd hij dat jaar sportman van het jaar, maar Lalkens besloot na tien naar topsport te stoppen en zijn aandacht te gaan richten op zijn gezin en zijn carrière als podotherapeut.